# 花東鐵路雙軌化計畫
花東鐵路雙軌化計畫（又稱花東鐵路雙軌化、花東鐵路雙軌電氣化、花東鐵路雙軌電氣化計畫）是臺鐵為提升花東地區的運輸能量，進行花東鐵路雙軌化工程，將知本車站到花蓮車站的區間（一部分南迴線以及臺東線）進行雙軌化的工程，減少列車的交會次數、減少誤點的時間，避免在連假期間花東地區一票難求的情況，也配合南迴鐵路電氣化縮短南部地區到達花蓮的時間，預計民國116年10月31日（2027年10月31日）完工。
其中原屬東部快鐵計畫的花蓮鐵路高架化，於2023年4月17日時交通部宣佈將其納入花東鐵路雙軌化計畫中，吉安車站亦將高架化。
2023年4月20日，首標工程台東-知本段動工。
2024年11月19日，花東鐵路雙軌電氣化計畫進行第2次環境影響差異分析評估審查第2次初審會議，專案小組建議審核修正通過並請開發單位於2025年1月底前補充、修正第2次環差分析報告後送至環境部確認，提報環境部環境影響評估審查委員會進行討論。

## 外部連結
- 花東地區鐵路雙軌電氣化 交通部鐵道局 （页面存档备份，存于）